# بانک دانامون
بانک دانامون (انگلیسی: Bank Danamon) شرکت خدمات مالی و بانکداری اندونزیایی است، که در سال ۱۹۵۶ تأسیس شد.